# Euxoa huebneridia
Euxoa huebneridia är en fjärilsart som beskrevs av Charles Boursin 1963. Euxoa huebneridia ingår i släktet Euxoa och familjen nattflyn. Inga underarter finns listade i Catalogue of Life.